# Stazione di Noale-Scorzè
Stazione di Noale-Scorzè vasútállomás Olaszországban, Veneto régióban, Noale településen.

## Vasútvonalak
Az állomást az alábbi vasútvonalak érintik:
- Trento–Velence-vasútvonal

## Kapcsolódó állomások
A vasútállomáshoz az alábbi állomások vannak a legközelebb: 
- Stazione di Salzano-Robegano (Stazione di Venezia Santa Lucia)
- Stazione di Trebaseleghe (2005) (Stazione di Trento)